# Asystasia zambiana
Asystasia zambiana är en akantusväxtart som beskrevs av R.K. Brummitt och S.M. Chisumpa. Asystasia zambiana ingår i släktet Asystasia och familjen akantusväxter. Inga underarter finns listade i Catalogue of Life.